# Tovarochloa
Tovarochloa is een geslacht uit de grassenfamilie (Poaceae). De soort van dit geslacht komt voor in Zuid-Amerika.

## Soorten
De Catalogue of New World Grasses [14 april 2010] erkent de volgende soort:
- Tovarochloa peruviana